# Lipstick lesbian

Bandera de l'orgull lipstick lesbian (2010)

Bandera de l'orgull lipstick lesbian sense petó (d'autor desconegut)

El terme lipstick lesbian (lesbiana de pintallavis en anglès) pertany a l'argot i es refereix a una lesbiana que exhibeix, de manera notable, expressions de gènere femení com ara maquillar-se (d'aquí el pintallavis), portar vestits o faldilles i altres elements característics de les dones femenines. En el llenguatge popular també es fa servir per a caracteritzar l'expressió de gènere femení d'una dona bisexual que es troba interessada, de manera sentimental o sexual, en altres dones o, de manera més general, en les relacions sexuals lèsbiques entre dones femenines.

## Definicions i societat
El terme fou utilitzat a San Francisco com a mínim durant la dècada de 1980. En 1982, Priscilla Rhoades, una reportera del periòdic gai The Sentinel, escrigué una història titulada "Lesbians for Lipstick". En 1990, periòdic gai OutWeek parlà de la Societat de Dames Lesbianes, un grup de Washington DC que tenia com a requisit que les seves membres vestissin vestit o falda en els actes que organitzava.
Va incrementar el seu ús a principis dels 90. Un episodi del show televisiu Ellen, emès en 1997, donà una àmplia difusió a la frase. En el show, el personatge d'Ellen DeGeneres preguntava als seus pares si una dona segura és una "lipstick lesbian", explicava el concepte i, tot seguit, comentava "jo hauria de ser una chapstick lesbian". Un terme alternatiu per a lipstick lesbian és dolly dyke.
Alguns autors han comentat que el terme lipstick lesbian sol usar-se per a referir-se a dones bisexuals femenines o a dones heterosexuals que mostren un interès temporal, romàntic o sexual, en altres dones per a impressionar als homes. Per exemple, Jodie Brian, al volum 1 de l'Enciclopèdia de gènere i societat (2009), estableix que "una descripció comú del lesbianisme de pintallavis inclou dones convencionals, atractives i sexualment insaciables que en desitgen una altra, però només en la mesura en que el seu desig és una actuació per als homes curiosos, o bé un precursor de sexe amb homes."
A Interseccionalitat, sexualitat i teràpies psicològiques, el concepte lipstick lesbian apareix definit com una "dona lesbiana/bisexual que exhibeix atributs 'femenins' com el maquillatge, la roba o sabates de tacó", i afegeix que "repeticions més recents de formes femenines de lesbianisme com a 'femme' (per exemple els vestits i les faldes, els texans ajustats, els tops curts, maquillatge o joieria), o 'lipstick lesbian' [...], són intents de definir com a lesbiana i femenina".
L'autora M. Paz Galupo explica que les "dones joves exposades als productes dels mass-media dominants estan veient expressions de desig homosexual entre dones amb molta més freqüència que mai. Tanmateix, les imatges i idees dominants sobre el desig homosexual entre dones són ben específiques, la qual cosa significa que sovint es tracta de dones hiper-feminitzades ('lipstick lesbians')."